# Günther Ortmann
Günther Ortmann (født 30. november 1916 i Lubań, Dolnośląskie, Polen, død 10. januar 2002) var en tysk håndboldspiller, som deltog i OL 1936 i Berlin.
Ortmann blev udtaget til det tyske håndboldlandshold, som deltog i OL 1936. Det var første gang, håndbold var på programmet ved et OL, og turneringen blev spillet på græs på 11-mandshold. Oprindeligt var ti hold tilmeldt, men Danmark, Holland, Sverige og Polen meldte fra, så blot seks hold deltog. Disse blev delt op i to puljer, hvor Tyskland vandt sin pulje suverænt med en samlet målscore på 51-1 efter blandt andet en 29-1 sejr over USA. De to bedste fra hver pulje gik videre til en finalerunde, hvor alle spillede mod alle. Igen vandt Tyskland alle sine kampe, men dog i lidt tættere kampe. Således vandt de mod Østrig med 10-6. Som vinder af alle kampe vandt tyskerne sikkert guld, mens Østrig fik sølv og Schweiz bronze. Ortmann spillede to af kampene og scorede syv mål.
Ortmann spillede minimum seksten landskampe (nogle kilder siger flere), og han var med ved det første VM i 1938, ligeledes på græs, hvor tyskerne blev mestre.
Ud over håndbold dyrkede han også atletik, hvor han var en habil tikæmper, samt fodbold.
Under anden verdenskrig blev han alvorligt såret, mens han gjorde tjeneste som kaptajn på Østfronten. Efter krigen blev han træner og sportsdommer. Desuden skrev han en del i lokale blade, især om sport, herunder om ridesport. Hans profession var politimand.